# Jaime Gavilán
Jaime Gavilán Martínez (Valencia, 12 maggio 1985) è un ex calciatore spagnolo, di ruolo centrocampista.

## Carriera

### Club
Gavilán è un prodotto del vivaio del Valencia. Passa due stagioni in prestito la prima al Tenerife e la seconda al Getafe. Per la stagione 2007/08 è stato riconfermato, ma essendo chiuso nel suo ruolo da giocatori come David Silva e Vicente, è stato ceduto in prestito nuovamente al Getafe nel gennaio 2008.
Il 15 luglio 2008 firma un contratto quadriennale col Getafe, perdendo così tutti i legami col Valencia. Il 12 aprile 2009, ha segnato l'unico gol in una vittoria importante contro il Siviglia. Nel 2009-2010 giocò 27 partite di campionato (nessun gol) e il Getafe si qualificò per la seconda volta per la UEFA Europa League, dopo aver terminato in sesta posizione. Il 6 marzo 2011, negli ultimi minuti del primo tempo di una partita persa per 0-2 contro lo Sporting de Gijón, ha avuto un infortunio al ginocchio, e venne messo da parte per il resto della stagione.
Il 18 maggio 2014 viene acquistato dal Levante.

## Palmarès

### Club

#### Competizioni nazionali
- Campionato spagnolo: 1

Valencia: 2003-2004
- Indian Super League: 1

Chennaiyin: 2017-2018

#### Competizioni internazionali
- Coppa UEFA: 1

Valencia: 2003-2004

### Nazionale
- Campionato d'Europa Under-19: 1

2004